# مارخو فان خيفين
مارخو فان خيفين (بالهولندية: Margot van Geffen)‏،(مواليد 23 نوفمبر 1989 في مدينة تيلبورخ) هي لاعبة هولندية في رياضة هوكي الحقل،فازت مع منتخب هولندا بذهبية أولمبياد لندن.

## روابط خارجية
- مارخو فان خيفين على موقع الاتحاد الدولي للهوكي (الإنجليزية)
- مارخو فان خيفين على موقع اللجنة الأولمبية الدولية (الإنجليزية)
- مارخو فان خيفين على موقع أوليمبيديا (الإنجليزية)
- مارخو فان خيفين على موقع تيم أن.أل (الهولندية)